# YG
Keenon Jackson (ur. 9 marca 1990 w Compton, Kalifornia), znany jako YG lub Young Gangsta – amerykański raper. Znany jest w środowisku Jerkin' w Kalifornii. W 2008 podpisał kontrakt z wytwórnią Def Jam Recordings. 18 marca 2014 ukazała się pierwsza solowa płyta rapera, My Krazy Life. 17 czerwca 2016 roku odbyła się premiera drugiego studyjnego albumu zatytułowanego Still Brazy.
YG znany jest ze współpracy z takimi raperami jak Snoop Dogg, Wiz Khalifa, Game czy Young Jeezy.

## Dyskografia
Albumy solowe
| Tytuł         | Dane dot. albumu                                                                                       | Najwyższa pozycja | Najwyższa pozycja | Najwyższa pozycja | Najwyższa pozycja | Najwyższa pozycja | Najwyższa pozycja |
| Tytuł         | Dane dot. albumu                                                                                       | US                | US R&B            | US Rap            | CAN               | GER               | UK                |
| ------------- | --- | ----------------- | ----------------- | ----------------- | ----------------- | ----------------- | ----------------- |
| My Krazy Life | - Data wydania: 18 marca 2014 - Wydawca: Pu$haz Ink, CTE World, Def Jam - Format: CD, digital download | 2                 | 1                 | 1                 | 10                | 94                | 76                |
| Still Brazy   | - Data wydania: 17 czerwca 2016 - Wydawca: CTE World, Def Jam, 400 - Format: CD, digital download      | 6                 | 3                 | —                 | 19                | —                 | —                 |

Ścieżki dźwiękowe
| Tytuł                   | Dane dot. albumu                                                                                         | Najwyższa pozycja | Najwyższa pozycja | Najwyższa pozycja |
| Tytuł                   | Dane dot. albumu                                                                                         | US                | US R&B            | US Rap            |
| ----------------------- | --- | ----------------- | ----------------- | ----------------- |
| Blame It On the Streets | - Data wydania: 15 grudnia 2014 - Wydawca: Pu$haz Ink, CTE World, Def Jam - Format: CD, digital download | 118               | 10                | 7                 |

Mixtape
| Tytuł                                 | Dane dot. albumu                                                                  |
| ------------------------------------- | --------------------------------------------------------------------------------- |
| 4Fingaz                               | - Data wydania: 2008 - Wydawca: Pu$haz Ink - Format: Digital download             |
| The Real 4Fingaz                      | - Data wydania: 7 maja 2010 - Wydawca: Pu$haz Ink - Format: Digital download      |
| Just Re'd Up                          | - Data wydania: 2 maja 2011 - Wydawca: Pu$haz Ink - Format: Digital download      |
| 4 Hunnid Degreez                      | - Data wydania: 26 marca 2012 - Wydawca: Pu$haz Ink - Format: Digital download    |
| Just Re'd Up 2                        | - Data wydania: 21 stycznia 2013 - Wydawca: Pu$haz Ink - Format: Digital download |
| Boss Yo Life Up Gang (oraz CTE World) | - Data wydania: 13 sierpnia 2013 - Wydawca: CTE World - Format: Digital download  |
| Red Friday                            | - Data wydania: 25 listopada 2016 - Wydawca: 400 - Format: Digital download, CD   |

Single solowe
| Tytuł                                                 | Rok  | Najwyższa pozycja | Najwyższa pozycja | Najwyższa pozycja | Najwyższa pozycja | Najwyższa pozycja | Najwyższa pozycja | Najwyższa pozycja | Najwyższa pozycja | Najwyższa pozycja | Certyfikat                     | Album            |
| Tytuł                                                 | Rok  | US                | US R&B            | US Rap            | AUS               | BEL (FL)          | FRA               | SWE               | UK                | UK R&B            | Certyfikat                     | Album            |
| ----------------------------------------------------- | ---- | ----------------- | ----------------- | ----------------- | ----------------- | ----------------- | ----------------- | ----------------- | ----------------- | ----------------- | ------------------------------ | ---------------- |
| "Toot It and Boot It" (featuring Ty Dolla Sign)       | 2010 | 60                | 17                | 9                 | —                 | —                 | —                 | —                 | —                 | —                 |                                | The Real 4Fingaz |
| "Patty Cake"                                          | 2011 | —                 | —                 | —                 | —                 | —                 | —                 | —                 | —                 | —                 |                                | The Real 4Fingaz |
| "Bitches Ain't Shit" (featuring Tyga & Nipsey Hussle) | 2012 | 90                | 24                | 19                | —                 | —                 | —                 | —                 | —                 | —                 |                                | Just Re Up'd     |
| "#Grindmode" (featuring 2 Chainz & Nipsey Hussle)     | 2012 | —                 | —                 | —                 | —                 | —                 | —                 | —                 | —                 | —                 |                                | 4 Hunnid Degreez |
| "You Broke" (featuring Nipsey Hussle)                 | 2013 | —                 | —                 | —                 | —                 | —                 | —                 | —                 | —                 | —                 |                                | Just Re'd Up 2   |
| "My Nigga" (featuring Jeezy & Rich Homie Quan)        | 2013 | 19                | 5                 | 3                 | 69                | 43                | 106               | 50                | 53                | 11                | - RIAA: 2x Platyna - MC: Złoto | My Krazy Life    |
| "Left, Right" (featuring DJ Mustard)                  | 2013 | —                 | 44                | —                 | —                 | —                 | —                 | —                 | —                 | —                 |                                | My Krazy Life    |
| "Who Do You Love?" (featuring Drake)                  | 2014 | 54                | 15                | 4                 | —                 | 127               | 197               | —                 | 87                | 16                | - RIAA: Platyna                | My Krazy Life    |
| "Do It To Ya" (featuring TeeFlii)                     | 2014 | —                 | —                 | —                 | —                 | —                 | —                 | 100               | —                 | —                 |                                | My Krazy Life    |
| "—" oznacza, że pozycja nie była notowana.            |      |                   |                   |                   |                   |                   |                   |                   |                   |                   |                                |                  |

Single jako gość
| Tytuł                                    | Rok  | Pozycja w notowaniu | Album            |
| Tytuł                                    | Rok  | US                  | Album            |
| ---------------------------------------- | ---- | ------------------- | ---------------- |
| "Crush on You" (New Boyz featuring YG)   | 2011 | —                   | Too Cool to Care |
| "—" oznacza, że singel nie był notowany. |      |                     |                  |